# Ключ 47
Ключ 47 (трад. и упр. 巛, 𡿨, 巜, 川) — ключ Канси со значением «река»; один из 34, состоящих из трёх штрихов.
В словаре Канси есть 26 символов (из 49 030), которые можно найти c этим радикалом.

## История
Разливы рек часто были причиной стихийных бедствий, поэтому идеограмму водного потока, реки древние китайцы выделили в отдельный знак.
В качестве ключевого знака используется редко, иногда в изменённой форме 𡿨, 巜, 川.

Техника написания
Техника написания
Техника написания
Вид в Цзиньвэнь
Вид в Цзягувэнь
Вид в Цзянбо
Вид в малой печати Чжуаньшу

В словарях находится под номером 47.

## Значение
1. Все, что связано с реками и движением воды.
2. Звук текущей воды.
3. Звук кипящей воды.
4. Любая другая жидкость в движении,

## Варианты прочтения
- кит. 巛, 𡿨, 巜, 川, пиньинь chuān, чвэн.
- яп. せん, sen, сен.
- кор. 내 nae, нэ?, 천 cheon, цан?.

## Примеры иероглифов
| Доп. штрихи | Иероглифы   |
| ----------- | ----------- |
| 0           | 巛 𡿨 巜 川 |
| 3           | 州 巟 㠩    |
| 4           | 巡 巠       |
| 6           | 𡿺          |
| 8           | 巢 巣       |
| 12          | 巤          |

- Примечание: Ваш браузер может отображать иероглифы неправильно.